# 하야시자키촌
하야시자키촌(林崎村)은 효고현 아카시군에 있던 촌이다. 현재의 아카시시에 해당한다.

## 역사
- 1889년 4월 1일 - 정촌제 시행에 의해 아카시군 하야시자키촌이 성립하였다.
- 1942년 2월 1일 - 아카시시에 편입해, 동일 하야시자키촌은 폐지되었다.

## 교통

### 철도
- 산요 전기 철도
  - 본선

## 참고문헌
- 織田正誠編『貴族院多額納税者名鑑』太洋堂出版部、1926年。
- 角川日本地名大辞典編纂委員会編『가도카와 일본 지명 대사전 28 兵庫県』가도카와 쇼텐、1988年。